# Список объектов всемирного наследия ЮНЕСКО в Израиле
В списке Всеми́рного насле́дия ЮНЕ́СКО в Госуда́рстве Изра́иль значатся 9 наименований (на 2017 год), что составляет 0,7 % от общего числа (1248 на 2025 год).
Все 9 объектов включены в список по культурным критериям. Также на территории города Иерусалима находится ещё 1 культурный объект всемирного наследия. Заявка на добавление данного объекта в список всемирного наследия была подана Иорданией в 1981 году. Старый город в Иерусалиме и его крепостные стены с 1982 года представлены в списке всемирного наследия, находящегося под угрозой.
Кроме этого, по состоянию на 2017 год, 18 объектов на территории государства находятся в числе кандидатов на включение в список всемирного наследия, в том числе 12 — по культурным, 1 — по природным и 5 — по смешанным критериям.
Израиль принял Конвенцию об охране всемирного культурного и природного наследия 6 октября 1999 года. Первый объект на территории Израиля был занесён в список в 2001 году на 25-й сессии Комитета всемирного наследия ЮНЕСКО.

## Список
В данной таблице объекты расположены в порядке их добавления в список всемирного наследия ЮНЕСКО.
| # | Изображение | Название | Местоположение             | Время создания       | Год внесения в список | №    | Критерии        |
| - | ----------- | --- | -------------------------- | -------------------- | --------------------- | ---- | --------------- |
| 1 |             | Древняя крепость Масада (ивр. מצדה‎, араб. مصعدة‎) | Южный округ                | I век до н. э.       | 2001                  | 1040 | iii, iv, vi     |
| 2 |             | Старый город в Акре (Акко) (ивр. העיר העתיקה של עכו‎, араб. مدينة عكّا القديمة‎)                                                                                           | Северный округ             | XII век              | 2001                  | 1042 | ii, iii, v      |
| 3 |             | Белый город в Тель-Авиве — архитектура «Современного движения» (ивр. העיר הלבנה‎, араб. مدينة تل أبيب البيضاء — الحركة العصرية‎)                                          | Тель-Авивский округ        | 1930—1950-е годы     | 2003                  | 1096 | ii, iv          |
| 4 |             | «Дорога ладана» — города в пустыне Негев (ивр. דרך הבשמים — ערי המדבר בנגב‎, араб. طريق البَخُّور - مدن صحراء النقب‎): а) Дорога, включая Авдат б) Халуца в) Мамшит г) Шивта | Южный округ                | III век до н. э.     | 2005                  | 1107 | iii, v          |
| 5 |             | Библейские холмы — Мегиддо (а), Хацор (б), Беэр-Шева (в) (ивр. תל מגידו‎, араб. التلال التوراتية — مجيدو، هازور وبير سبع‎)                                                | Северный и Южный округа    | —                    | 2005                  | 1108 | ii, iii, iv, vi |
| 6 |             | Святые места Бахаи в Хайфе и на западе Галилеи (ивр. המקומות קדושים לבהאים בחיפה ובגליל המערבי‎, араб. الأماكن البهائية المقدسة في حيفا والجليل الغربي‎)                  | Хайфский и Северный округа | XX век               | 2008                  | 1220 | iii, vi         |
| 7 |             | Находки на горе Кармель, отражающие эволюционное развитие человека: пещеры Нахаль-Меарот (Вади эль-Мугара) (ивр. נחל מערות‎)                                             | Хайфский округ             | Доисторическая эпоха | 2012                  | 1393 | iii, v          |
| 8 |             | Пещеры Мареши и Бейт Гуврина в Иудейской долине как микрокосм Земли пещер                                                                                               | Южный округ                | —                    | 2014                  | 1370 | v               |
| 9 |             | Некрополь Бейт Шеарим: памятник еврейского возрождения | Хайфский округ             | I век до н. э.       | 2015                  | 1471 | ii, iii         |

### Иерусалим
| # | Изображение | Название | Местоположение                                               | Время создания                     | Год внесения в список | №   | Критерии    |
| - | ----------- | --- | ------------------------------------------------------------ | ---------------------------------- | --------------------- | --- | ----------- |
| I |             | Старый город в Иерусалиме и его крепостные стены (ивр. העיר העתיקה של ירושלים ועל קירותיו‎, араб. مهد ولادة يسوع المسيح: كنيسة المهد وطريق الحجاج، بيت لحم‎) | Округ: Иерусалимский / Провинция: Иерусалим Город: Иерусалим | 4-е тысячелетие до н. э. 1535—1538 | 1981                  | 148 | ii, iii, iv |

## Предварительный список
| #  | Изображение | Название                                                              | Местоположение                           | Время создания           | Год внесения в предварительный список | №    | Критерии              |
| -- | ----------- | --------------------------------------------------------------------- | ---------------------------------------- | ------------------------ | ------------------------------------- | ---- | --------------------- |
| 1  |             | Трёхарочные ворота Дана и истоки Иордана                              | Северный округ                           | —                        | 2000                                  | 1469 | iv, vi, vii, x        |
| 2  |             | Древние синагоги в Галилее                                            | Северный округ                           | с I века до н. э.        | 2000                                  | 1470 | iii, vi               |
| 3  |             | Галилейские путешествия Иисуса Христа и апостолов                     | Северный округ                           | I век                    | 2000                                  | 1471 | iii, vi               |
| 4  |             | Тивериадское озеро и его древние места                                | Северный округ                           | —                        | 2000                                  | 1473 | смешанные             |
| 5  |             | Хурват Миним                                                          | Северный округ                           | VIII век                 | 2000                                  | 1474 | iv                    |
| 6  |             | Арбель (Арбель, Наби Шуайб, Рога Хаттина)                             | Северный округ                           | VIII век                 | 2000                                  | 1475 | смешанные             |
| 7  |             | Дгания (а) и Нахалал (б)                                              | Северный округ                           | 1909 1921                | 2000                                  | 1478 | v, vi                 |
| 8  |             | Бейт-Шеан                                                             | Северный округ                           | 5-е тысячелетие до н. э. | 2000                                  | 1479 | ii, iv, v, vi         |
| 9  |             | Кесария                                                               | Хайфский округ                           | I век до н. э.           | 2000                                  | 1480 | ii, iv, v, vi         |
| 10 |             | Белая мечеть в Рамле                                                  | Центральный округ Город Рамла            | 720 год                  | 2000                                  | 1482 | ii, iv                |
| 11 |             | Иерусалим                                                             | Иерусалимский округ                      | 4-е тысячелетие до н. э. | 2000                                  | 1483 | i, ii, iii, iv, v, vi |
| 12 |             | Страна Махтешим                                                       | Южный округ                              | —                        | 2001                                  | 1486 | смешанные             |
| 13 |             | Гора Хар-Карком                                                       | Южный округ                              | —                        | 2000                                  | 1488 | iii, v                |
| 14 |             | Долина Тимна                                                          | Южный округ                              | —                        | 2000                                  | 1489 | смешанные             |
| 15 |             | Крепости крестоносцев: а) Монфор б) Бельвуар в) Шато Пелерин г) Арсуф | Северный, Тель-Авивский, Хайфский округа | XII—XV века              | 2000                                  | 1491 | iv, v, vi             |
| 16 |             | Великая рифтовая долина, миграционные пути, долина Хула               | Северный округ                           | —                        | 2004                                  | 1886 | природные             |
| 17 |             | Лифта (араб. — Mey Naftoah) — традиционная горная деревня             | Иерусалимский округ                      | XIII век                 | 2015                                  | 6061 | ii, iii, v            |
| 18 |             | Эйн-Карем, деревня и её культурный ландшафт                           | Иерусалимский округ                      | 3-е тысячелетие до н. э. | 2015                                  | 6062 | ii, iii, v, vi        |